# Loekie Zvonik
Loekie Zvonik (Gent, 17 januari 1935 – Hasselt, 10 augustus 2000), pseudoniem van Hermine Zvonicek, was een Vlaams auteur.

## Levensloop
Zvoniks vader was Tsjechisch (Boheems) en haar moeder Vlaams-Limburgs. Ze behaalde het licentiaat Germaanse talen aan de Rijksuniversiteit Gent, waar ze onder de hoede kwam van de befaamde Kafka-kenner professor Herman Uyttersprot. Zvonik publiceerde drie romans en een handvol verhalen, die goed onthaald en meermaals bekroond werden, maar trok zich omstreeks 1985 terug uit de publiciteit.
Nadien werd haar werk zo goed als vergeten, tot de heruitgave van haar debuutroman Hoe heette de hoedenmaker? in 2018. Initiatiefnemer en drijvende kracht achter deze herdruk was literair recensent en Zvonik-biograaf Wout Vlaeminck, die in een interview zei 'voor Loekie Zvonik [te willen] zijn wat Els Snick is voor Joseph Roth'.
Ze was getrouwd met professor Rudi (Rudolf) Strybol (1936-2006). Samen hadden ze een zoon. Rond 1970 had ze een korte relatie met de schrijver Dirk De Witte, die ze kende sinds hun universiteitsjaren. Onder meer daarover schreef ze in haar met de Debuutprijs bekroonde roman Hoe heette de hoedenmaker? uit 1975.
In maart 2024 verscheen een eerste vertaling van Hoe heette de hoedenmaker?, in het Duits, onder de titel Lehre mich zu leben, bij uitgever btb Verlage. Het boek werd vertaald door Ruth Lobner en heeft een nawoord van Wout Vlaeminck.

## Werken

### Romans
- Hoe heette de Hoedenmaker? (1975, heruitgegeven in 2018[10][11])
- Duizend jaar Thomas (1979)
- De eerbied en de angst van Uri en Ima Bosch (1983, Manteau Antwerpen, ISBN 9022308758)

### Overig
- "Maar in plaats van de koekoek (verhaal)
- Kinderen krijgen (verhaal)
- Net iets voor Emma (verhaal)
- De witte dame (verhaal)
- Brief (brief opgenomen in literair tijdschrift Kreatief)
- De kleine deegtrog op onze westkust (verhaal)
- Het zout der aarde (gedicht)

## Prijzen
- 1976 - Debuutprijs voor Hoe heette de Hoedenmaker? (roman, 1975)
- 1979 - Mathias Kempprijs voor Duizend jaar Thomas (roman, 1979)[12]
- 1997 - Yang-prijs voor Duizend jaar Thomas (roman, 1979)[12][13]